# Sychravův smrk
Sychravův smrk s obvodem 490 cm je od roku 2008 (po pádu Těptínského smrku) uváděný jako nejmohutnější žijící smrk v Česku. Roste ve Slavkovském lese v severní části Libavského údolí, v místech, kde dříve stávala obec Dolní Lazy, v lesích LZ Kladská, přibližně 7 km na sever od osady Kladská. Ještě mohutnějším jedincem smrku (s obvodem kolem 5,3 m a výškou přes 40 m, v roce 2024) je však jedinečně urostlý exemplář v parku u zámku Kynžvart.

## Základní údaje
- název: Sychravův smrk
- výška: 38 m
- obvod: 490 cm
- objem: 19 m³
- věk: 240 let

## Stav stromu
Smrk dostal jméno na počest Ing. Jana Sychravy, význačného znalce Slavkovského lesa. Lesní závod Kladská zařadil v roce 2003 Sychravův smrk mezi významné stromy LČR. V prosinci 1999 vichřice poškodila jeho korunu a vylámala mnoho větví, ale celkově to je stále vitální strom. Jedná se o nejmohutnější z několika desítek kusů smrkových a jedlových velikánů rostoucích podél potoka Velká Libava mezi obcí Horní Lazy a zaniklou obcí Dolní Lazy. V údolí Libavského potoka jsou mohutné stromy chráněny před příliš silným a bořivým větrem, mají po celý rok dostatečnou vláhu a vlhkost a půdu bohatou na živiny díky přirozenému obohacování splachem. Ještě v polovině 20. století byl počet zdejších velikánů podstatně vyšší než dnes. Sychravův smrk se nachází v blízkosti žluté turistické stezky vedoucí z Lázní Kynžvart směrem na Kynšperk nad Ohří, necelé dva kilometry od napojení turistické stezky na silnici u bývalých Dolních Lazů.

### Stromy v okolí
- Pastýřský buk
- Třešeň na Žitné
- Lípa ve Smrkovci